# Klaatu
Klaatu er en canadisk progressiv 70'er rockgruppe bestående af John Woloschuk, Dee Long og Terry Draper. I starten anonym gruppe. Rygtet ville vide, at gruppen var det gendannede "The Beatles", hvilket dog ikke passede – de har dog en meget "beatles-agtig" lyd.
I 2005 blev diverse ikke udgivne og alternative takes udgivet som dobbelt CD, "Sunset", og LP'en "Raarities".

## Diskografi

### Albums

#### Originale studiealbum
- 1976 – 3:47 EST
- 1977 – Hope
- 1978 – Sir Army Suit
- 1980 – Endangered Species
- 1981 – Magentalane

#### Opsamlingsalbum
- 1981 – Klaatu Sampler
- 1982 – Klaasic Klaatu
- 1993 – Peaks
- 2005 – Sun Set
- 2005 – Raarities
- 2009 – Solology